# حسین‌آباد قبله
حسین‌آباد قبله نام روستایی در دهستان جلگاه بخش مرکزی شهرستان جهرم در استان فارس است. براساس سرشماری سال ۱۳۹۵، حسین‌آباد قبله ۵۰۰ نفر جمعیت (۱۶۳ خانوار) دارد.